# Munții Kaiser

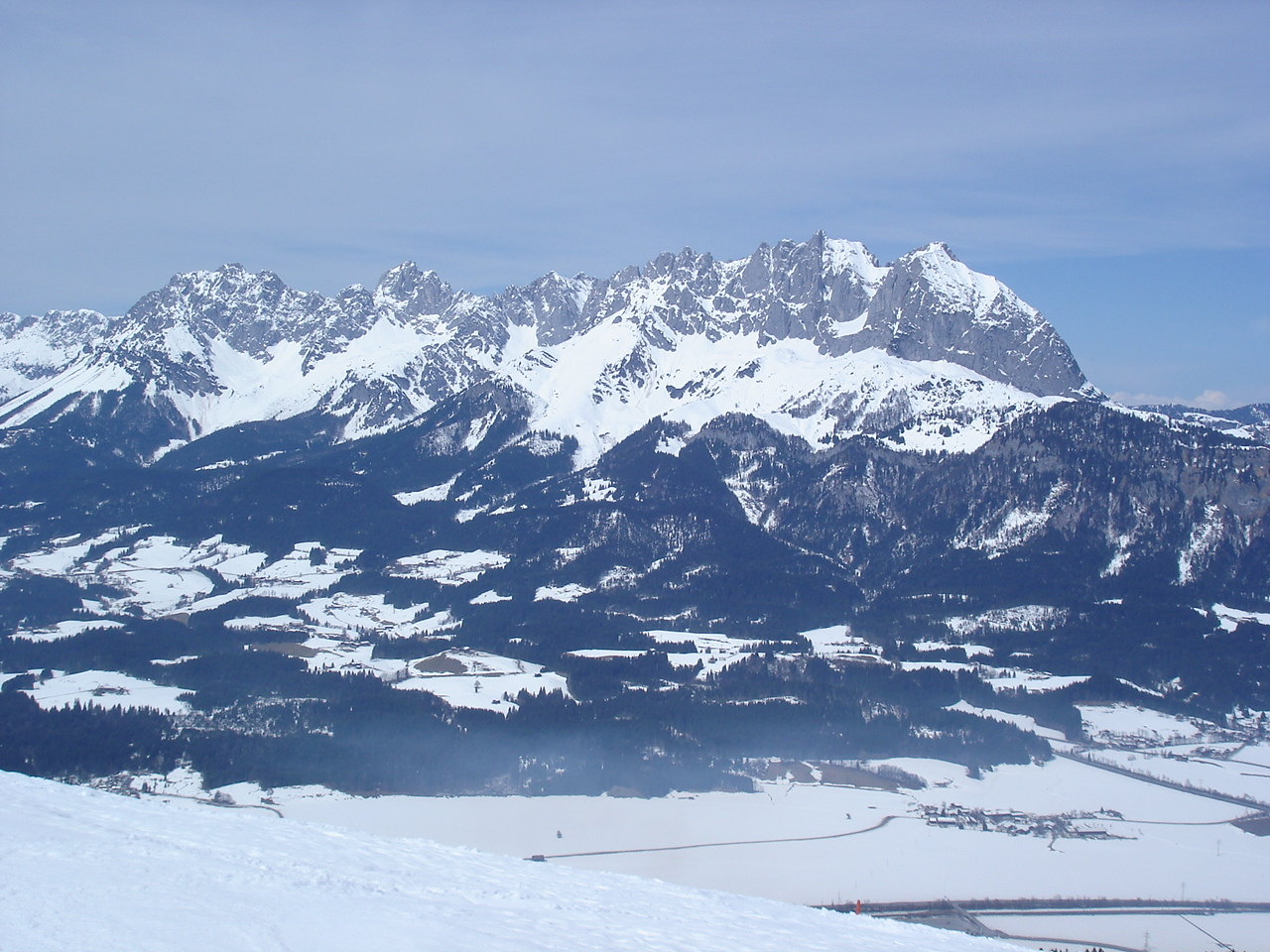
Munții Kaiser dinspre sud

Munții Kaiser (germană Kaisergebirge) sunt un lanț muntos din masivul Alpilor Calcaroși. Ei cuprind subgrupa munților Wilder Kaiser (română Împăratul sălbatic) și Zahmer Kaiser (română Împăratul blând). Lanțul muntos se află situat în cea mai mare parte în landul Tirol din Austria, între localitățile Kufstein și Sankt Johann in Tirol.